# Trioza zimmermani
Trioza zimmermani är en insektsart som beskrevs av Leonard D. Tuthill 1942. Trioza zimmermani ingår i släktet Trioza och familjen spetsbladloppor. Inga underarter finns listade i Catalogue of Life.